# 御金神社

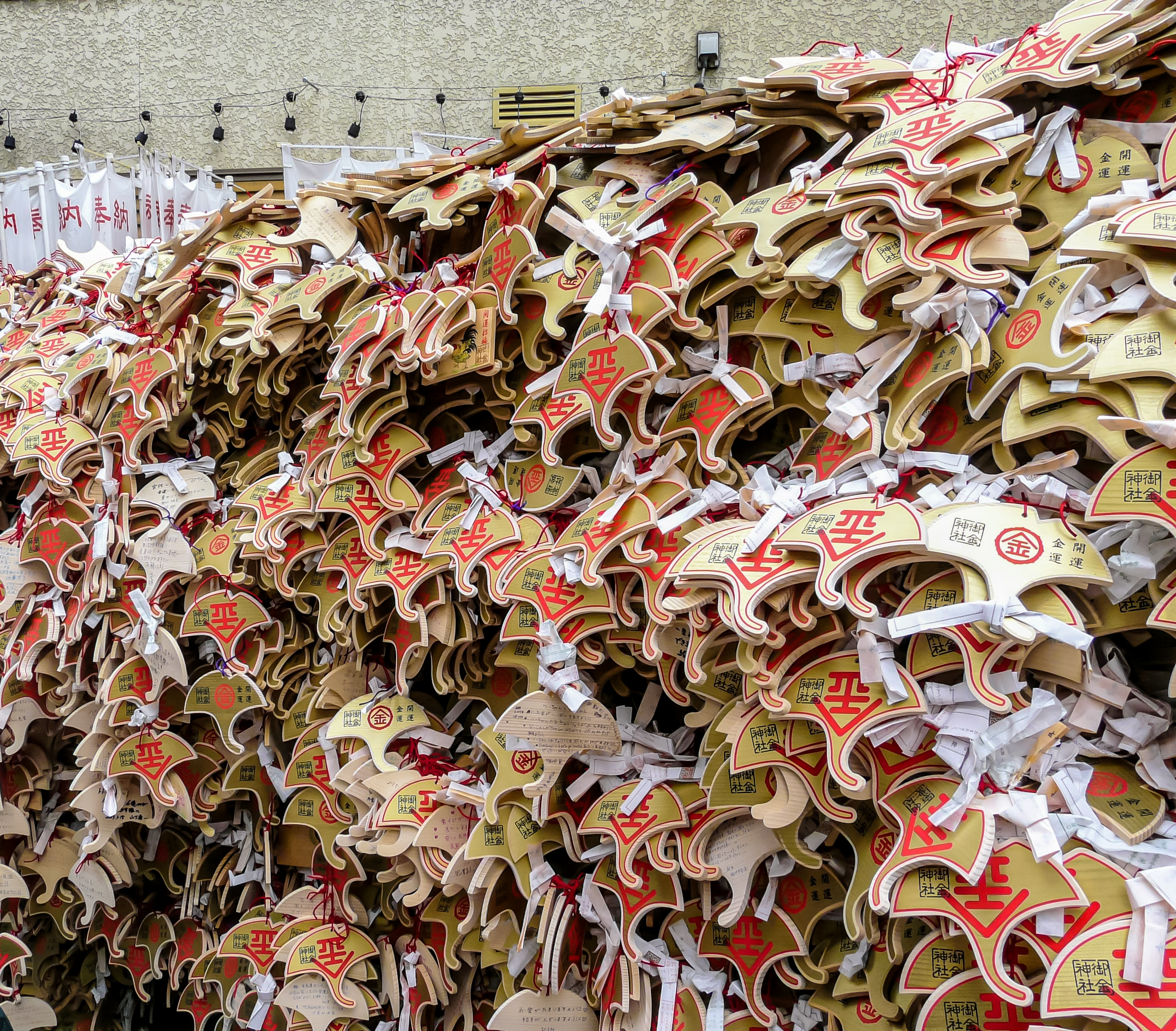
宝くじの当選などを願い奉納された大量の絵馬

御金神社（みかねじんじゃ）は、京都市中京区にある神社。金色の鳥居など黄金色に飾られた神社で、金属、なかでもお金に纏わる神社として、資産運用や証券取引等の成功を願ったり、競馬、競輪などでの勝利や、宝くじ等の当選を願うイチョウ型の絵馬が大量に奉納されている。本来は建築金型と建築設計、造船など、建築に関わる金型を奉納する。御金の「金」は金属の意味。

## 歴史
個人の屋敷内に金山毘古命を祭神とする邸内社として建てられ、祀られていたが、金属にゆかりのある祭神ということで参拝を願う人々が絶えなかった。そのため1883年（明治16年）10月6日に現在地に移転し、社殿が建立された。
当地からすぐ東に行けば、平安時代より鋳物職人である釜師が多く集まっていた「釜座通り」があり、さらに東へ行けば江戸時代に徳川家康により設けられた「金座」と「銀座」があり、江戸幕府の金貨鋳造を担い、各地の金銀細工業者が多く住んでいた「両替町通り」があったため、崇敬者は多かった。やがて、金属が転じてお金に纏わる神社となっていった。

## 祭神
- 主祭神 - 金山毘古命（かなやまひこのみこと）
- 合祀神 - 天照大御神、月読命

## 境内
- 本殿 - 1883年（明治16年）建立。
- 拝殿 - 1883年（明治16年）建立。
- 祖霊社
- 社務所

## 交通アクセス
- 最寄駅：京都市営地下鉄東西線烏丸御池駅2出口より西へ、西洞院通を北へ、徒歩7分[1]。
- 最寄駅：京都市営地下鉄東西線二条城前駅より徒歩3分[2]。

### 周辺
- 妙顕寺城跡（押小路通）
  - 西福寺（藤原家閑院、妙顕寺、妙顕寺城） – 真宗大谷派[3]
- 東三条院（址）（押小路通）
- 洛陽照円寺 – 浄土真宗本願寺派[4]
- 浄宗寺
- 二条城
- 神泉苑
- 高松神明神社
- 中山神社
- 御所八幡宮社
- 菅原院天満宮神社
- 宗像神社（京都御苑）
- 巌島神社